# Батлер (Південна Дакота)
Батлер (англ. Butler) — місто (англ. town) в США, в окрузі Дей штату Південна Дакота. Населення — 4 особи (2020).

## Географія
Батлер розташований за координатами 45°15′43″ пн. ш. 97°42′42″ зх. д. / 45.26194° пн. ш. 97.71167° зх. д. (45.261992, -97.711610).  За даними Бюро перепису населення США в 2010 році місто мало площу 0,75 км², уся площа — суходіл.

## Демографія
Згідно з переписом 2010 року, у місті мешкало 17 осіб у 9 домогосподарствах у складі 6 родин. Густота населення становила 23 особи/км².  Було 12 помешкання (16/км²).
Расовий склад населення:
| - 100,0 % — білих |

До двох чи більше рас належало 0,0 %. Частка іспаномовних становила 0,0 % від усіх жителів.
За віковим діапазоном населення розподілялося таким чином: 0,0 % — особи молодші 18 років, 76,5 % — особи у віці 18—64 років, 23,5 % — особи у віці 65 років та старші. Медіана віку мешканця становила 53,5 року. На 100 осіб жіночої статі у місті припадало 183,3 чоловіків;  на 100 жінок у віці від 18 років та старших — 183,3 чоловіків також старших 18 років.
Середній дохід на одне домашнє господарство  становив 65 567 доларів США (медіана — 66 250), а середній дохід на одну сім'ю — 65 567 доларів (медіана — 66 250). 
Цивільне працевлаштоване населення становило 11 осіб. Основні галузі зайнятості: виробництво — 36,4 %, транспорт — 18,2 %, роздрібна торгівля — 18,2 %.